# Gare de Saint-Martory
La gare de Saint-Martory est une gare ferroviaire française de la ligne de Toulouse à Bayonne, située sur le territoire de la commune de Saint-Martory, dans le département de Haute-Garonne, en région Occitanie. 
Elle est mise en service en 1862 par la Compagnie des chemins de fer du Midi et du Canal latéral à la Garonne. 
C'est une halte voyageurs de la Société nationale des chemins de fer français (SNCF) desservie par des trains régionaux TER Occitanie.

## Situation ferroviaire
Établie à 290 mètres d'altitude, la gare de Saint-Martory est située au point kilométrique (PK) 71,709 de la ligne de Toulouse à Bayonne, entre les gares de Boussens et de Lestelle.
La gare dépend de la région ferroviaire de Toulouse. Elle est équipée de deux quais : le quai 1 dispose d'une longueur utile de 110 m pour la voie 1, le quai 2 d'une longueur utile de 130 m pour la voie 2.

## Histoire
La station de Saint-Martory est mise en service le 9 juin 1862 par la Compagnie des chemins de fer du Midi et du Canal latéral à la Garonne lorsqu'elle ouvre la section de Portet-Saint-Simon à Montréjeau, qui permet la circulation des trains depuis Toulouse.
En 2014, selon les estimations de la SNCF, la fréquentation annuelle de la gare était de 2 299 voyageurs.

## Fréquentation
De 2015 à 2020, selon les estimations de la SNCF, la fréquentation annuelle de la gare s'élève aux nombres indiqués dans le tableau ci-dessous :
| Année                                       | 2015  | 2016  | 2017  | 2018  | 2019  | 2020  | 2021  | 2022  | 2023  |
| ------------------------------------------- | ----- | ----- | ----- | ----- | ----- | ----- | ----- | ----- | ----- |
| Voyageurs gare de Saint-Martory             | 2 770 | 2 707 | 3 906 | 1 819 | 1 634 | 3 550 | 6 717 | 8 440 | 9 948 |
| Voyageurs gare de Lestelle-de-Saint-Martory | 1 710 | 1 146 | 867   | 273   | 312   | 517   | 551   | 355   | 557   |

## Service des voyageurs

### Accueil
Halte SNCF, c'est un point d'arrêt non géré (PANG) à entrée libre.

### Desserte
Saint-Martory est desservie par des trains TER Occitanie qui effectuent des missions entre les gares de Toulouse et Montréjeau - Gourdan-Polignan, ou de Pau.

### Intermodalité
Un parking pour les véhicules est aménagé.